# Port Germein
Port Germein – miasto w Australii, w stanie Australia Południowa.